# Mistrovství Evropy v ledním hokeji 1929
14. Mistrovství Evropy v ledním hokeji se konalo od 28. ledna do 3. února v Budapešti v Maďarsku. Po odřeknutí dvou týmů se ho zúčastnilo osm reprezentačních celků, které byly rozděleny do tří skupin. Čtyři týmy se potom utkaly vylučovacím způsobem. Pátý titul mistra Evropy získali českoslovenští hokejisté.

## Průběh
Cesta za titulem ovšem nebyla jednoduchá. Českoslovenští hokejisté se ocitli v nejtěžší skupině s Němci a Rakušany. Domácí maďarské publikum navíc výrazně povzbuzovalo jejich soupeře. Přesto se ovšem podařilo československým hokejistům skupinu vyhrát. Domácí hokejisté naopak skončili ve své skupině druzí a neuspěli ani ve skupině hrané o dodatečný postup do semifinále. V ní stačilo odehrát pouze dva zápasy, protože Rakušané porazili Maďary i hokejisty Švýcarska a již nemohli být předstiženi. K duelu Československa s Maďarskem tedy nedošlo.
Unavení Rakušané v semifinále nestačili na Poláky, kteří měli v nohách o tři utkání méně, protože ve své skupině se utkali s jediným soupeřem. Československo hrálo ve druhém semifinálovém zápase s Itálií v normální hrací době bez branek a o postupu rozhodlo až v prodloužení. Ve finále Polsko vedlo ještě těsně před koncem, ale po Steinghoferövě vyrovnání rozhodl podobně jako v semifinále v prodloužení Dorasil. Pod vlivem tohoto úspěchu bylo v Praze definitivně rozhodnuto o výstavbě prvního stadiónu s umělou ledovou plochou v Československu.
Nejvíce branek padlo na mistrovství v boji o 3. místo, který vyhrálo Rakousko nad Itálií. Byl jich 6. Rakušané si také připsali na turnaji jedinou výhru s výraznějším než dvougólovým rozdílem ve skóre (nad Maďarskem).

## Výsledky a tabulky skupin

### Skupina A
| 1. | Polsko    |
| 2. | Švýcarsko |

- Finsko odřeklo účast.

 Polsko –  Švýcarsko	2:0 (1:0, 0:0, 1:0)
30. ledna 1929 (16:00) - Budapešť

Branky a nahrávky Polska: 5. Alexander Tupalski (Włodzimierz Krygier), 47. Alexander Tupalski (Tadeuz Adamowski).

Rozhodčí: Paul Loicq (BEL)
Polsko: Józef Stogowski – Lucjan Kulej, Aleksander Kowalski – Tadeuz Adamowski, Alexander Tupalski, Włodzimierz Krygier – Jan Hemmerling, Roman Sabinski.
Švýcarsko: Albert Künzler – Fritz Kraatz, Albert Geromini – Poncet, Heinrich Meng, Albert Rudolf – Hartmann, Alexander Spengler.

### Skupina B
|    |          | TCH | AUT | GER | V | R | P | Skóre | B |
| 1. | ČSR      | *** | 3:1 | 2:1 | 2 | 0 | 0 | 5:2   | 4 |
| 2. | Rakousko | 1:3 | *** | 1:0 | 1 | 0 | 1 | 2:3   | 2 |
| 3. | Německo  | 1:2 | 0:1 | *** | 0 | 0 | 2 | 1:3   | 0 |

 Rakousko –  Německo	1:0 (1:0, 0:0, 0:0)
28. ledna 1929 (17:00) - Budapešť

Branka a nahrávka Rakouska: 3. Hans Ertl (Herbert Klang).

Rozhodčí: Paul Loicq (BEL)
Rakousko: Fritz Lichtschein – Hans Tatzer, Josef Maier – Herbert Klang, Hans Ertl, Ulrich Lederer – Jacques Dietrichstein, Konrad Glatz.
Německo: Mathias Leis – Hans Schmidt, Franz Kreisel – Martin Schröttle, Erich Römer, Gustav Jaenecke – Fritz Rammelmayer, Rudolf Ball.
 Československo –  Německo	2:1 (1:0, 0:0, 1:1)
29. ledna 1929 (15:30) – Budapešť

Branky a nahrávky Československa: 5. Josef Maleček, 42. Josef Maleček (Karel Hromádka)

Branka a nahrávka Německa: 43. Gustav Jaenecke (Erich Römer).

Rozhodčí: Paul Loicq (BEL)

Vyloučení: 1:0
ČSR: Jan Peka – Jaroslav Pušbauer, Josef Šroubek – Karel Hromádka, Josef Maleček, Wolfgang Dorasil – Bohumil Steigenhöfer, Wilhelm Heinz.
Německo: Walter Leinweber – Franz Kreisel, Walter Sachs – Erich Römer, Gustav Jaenecke, Alex Gruber – Fritz Rammelmayer, Martin Schröttle.
 Československo –  Rakousko	3:1 (0:1, 1:0, 2:0)
30. ledna 1929 (17:30) – Budapešť

Branky Československa: 24. Josef Maleček, 32. Josef Maleček, 39. Josef Maleček.

Branky a nahrávky Rakouska: 3. Herbert Klang (Walter Sell).

Rozhodčí: Paul Loicq (BEL)

Vyloučení: 1:2
ČSR: Jan Peka – Josef Šroubek, Jaroslav Pušbauer – Wolfgang Dorasil, Karel Hromádka, Josef Maleček – Bohumil Steigenhöfer, Wilhelm Heinz.
Rakousko: Fritz Lichtschtein – Walter Brück, Herbert Klang – Walter Sell, Hans Ertl, Ulrich Lederer – Hans Tatzer, Josef Maier.

### Skupina C
|    |          | ITA  | HUN  | BEL  | V | R | P | Skóre | B |
| 1. | Itálie   | ***  | 2:1p | 1:0  | 2 | 0 | 0 | 3:1   | 4 |
| 2. | Maďarsko | 1:2p | ***  | 1:1p | 0 | 1 | 1 | 2:3   | 1 |
| 3. | Belgie   | 0:1  | 1:1p | ***  | 0 | 1 | 1 | 1:2   | 1 |

- Francie odřekla účast.

 Maďarsko –  Itálie 	1:2 (1:0, 0:1, 0:0 - 0:1 pp)
28. ledna 1929 (19:00) – Budapešť

Branka a nahrávka Maďarska: 1:0 Géza Lator (Sándor Minder).

Branky Itálie: 1:1 a 1:2 Francesco Roncarelli.

Rozhodčí: André Poplimont (BEL)
Maďarsko: István Benyovits – Frigyes Barna, Béla Weiner – Mátyás Farkas, István Krepuska, Géza Lator – Sándor Minder, József Révay.
Itálie: Enrico Calcaterra – Decio Trovati, Mario Baroni – Francesco Roncarelli, Guido Botturi, Gianni Scotti - Luigi Redaelli, Giovanni Egidio Apollonio.
 Itálie –  Belgie	1:0 (1:0, 0:0, 0:0)
29. ledna 1929 (17:00) – Budapešť

Branka Itálie: Gianni Scotti.

Rozhodčí: Jaroslav Řezáč (TCH)
Itálie: Enrico Calcaterra – Decio Trovati, Mario Baroni – Francesco Roncarelli, Guido Botturi, Gianni Scotti - Luigi Redaelli, Giovanni Egidio Apollonio.
Belgie: Hector Chotteau – Willy Kreitz, Pierre van Reyschoot – Louis de Ridder, Albert Collon, David Meyer, Jan van der Wouwer, Jef Lekens
 Maďarsko –  Belgie	1:1 (1:0, 0:0, 0:1 pp )
30. ledna 1929 (19:00) – Budapešť

Branka a nahrávka Maďarska: 15. Béla Weiner (Sándor Minder).

Branka Belgie: 1:1 Albert Collon.

Rozhodčí: Peregrin Spevak (AUT)
Maďarsko: Tibor Heinrich – Frigyes Barna, Béla Weiner – Mátyás Farkas, István Krepuska, Géza Lator – Sándor Minder, Péter Krempels.
Belgie: Hector Chotteau – Willy Kreitz, Pierre van Reyschoot – Louis de Ridder, Albert Collon, David Meyer, Jan van de Wouwer, Jef Lekens

### Skupina o čtvrtého postupujícího do semifinále
|    |           | AUT | SUI | HUN | V | R | P | Skóre | B |
| 1. | Rakousko  | *** | 3:1 | 3:0 | 2 | 0 | 0 | 6:1   | 4 |
| 2. | Švýcarsko | 1:3 | *** | 1:0 | 1 | 0 | 1 | 2:3   | 2 |
| 3. | Maďarsko  | 0:3 | 0:1 | *** | 0 | 0 | 2 | 0:4   | 0 |

 Rakousko –  Maďarsko 3:0 (2:0, 1:0, 0:0)
31. ledna 1929 (19:00) – Budapešť

Branky a anhrávky Rakouska: 6. Hans Tatzer (Ulrich Lederer), 7. Ulrich Lederer, 26. Walter Brück (Hans Tatzer).

Rozhodčí: Paul Loicq (BEL)
Rakousko: Friedrich Lichtschein – Walter Brück, Herbert Klang – Hans Tatzer, Ulrich Lederer, Hans Ertl – Josef Mayer, Konrad Glatz
Maďarsko: Tibor Heinrich – Frigyes Barna, Béla Weiner – Mátyás Farkas, István Krepuska, Géza Lator – Sándor Minder, Péter Krempels.
 Rakousko –  Švýcarsko	3:1 (1:0, 2:1, 0:0)
1. února 1929 (19:00) - Budapešť

Branky Rakouska: 14. Ulrich Lederer, 21. Hans Tatzer, 34. Ulrich Lederer.

Branky Švýcarska: 29. Alexander Spengler.

Rozhodčí: Josef Maleček (TCH)
Rakousko: Friedrich Lichtschein – Walter Brück, Herbert Klang – Hans Tatzer, Ulrich Lederer, Hans Ertl – Jaques Dietrichstein, Konrad Glatz
Švýcarsko: Albert Künzler – Carletto Mai, Albert Rudolf – Robert Fuchs, Heinrich Meng, Fritz Kratz – Alexander Spengler, Poncet.
 Švýcarsko –  Maďarsko	1:0
1. února 1929 - Budapešť

Branka Švýcarska: Albert Geromini.

### Semifinále
Československo –  Itálie 	1:0 (0:0, 0:0, 0:0 – 0:0, 1:0 pp)
2. února 1929 (17:30) – Budapešť

Branka a nahrávka Československa: 63. Wolfgang Dorasil (Josef Maleček).

Rozhodčí: Paul Loicq (BEL)

Vyloučení: 1:0
ČSR: Jan Peka - Josef Šroubek, Jaroslav Pušbauer – Josef Maleček, Wolfgang Dorasil, Bohumil Steigenhöfer – Karel Hromádka, Erwin Lichnofsky.
Itálie: Enrico Calcaterra – Francesco Roncarelli, Guido Botturi – Decio Trovati, Luigi Redaelli, Gianni Scotti – Mario Baroni, Giovanni Egidio Apollonio.
 Polsko –  Rakousko	3:1 (1:0, 1:0, 1:1)
2. února 1929 (19:00) – Budapešť

Branky a nahrávky Polska: 14. Lucjan Kulej, 33. Tadeuz Adamowski (Alexander Tupalski), 52. Włodzimierz Krygier.

Branka a nahrávka Rakouska: 51. Herbert Klang (Ulrich Lederer).

Rozhodčí: Paul Loicq (BEL)
Polsko: Józef Stogowski – Lucjan Kulej, Aleksander Kowalski – Tadeuz Adamowski, Alexander Tupalski, Włodzimierz Krygier – Albert Mauer, Wacław Kuchar.
Rakousko: Friedrich Lichtschein – Herbert Klang, Jaques Dietrichstein – Hans Tatzer, Ulrich Lederer, Hans Ertl – Konrad Glatz

### Finále
Československo –  Polsko	2:1 (0:0, 0:1, 1:0 – 0:0, 1:0 pp)
3. února 1929 (18:30) – Budapešť

Branky a nahrávky Československa: 44. Bohumil Steingenhöfer, 67. Wolfgang Dorasil (Josef Šroubek, Josef Maleček)

Branka a nahrávka Polska: 24. Tadeuz Adamowski (Alexander Tupalski).

Rozhodčí: Paul Loicq (BEL)

Vyloučení: 2:0
ČSR: Jan Peka – Josef Šroubek, Jaroslav Pušbauer – Josef Maleček, Wolfgang Dorasil, Bohumil Steigenhöfer – Erwin Lichnofsky, Karel Hromádka.
Polsko: Józef Stogowski – Lucjan Kulej, Aleksander Kowalski – Tadeuz Adamowski, Alexander Tupalski, Włodzimierz Krygier - Wacław Kuchar, Jan Hemmerling.

### O 3. místo
Rakousko –  Itálie 	4:2 (0:2, 2:0, 2:0)
3. února 1929 (17:15) – Budapešť

Branky a nahrávky Rakouska: 32. Ulrich Lederer (Hans Tatzer), 8. Ulrich Lederer (Hans Tatzer), 41. Hans Tatzer, 60. Ulrich Lederer.

Branky a nahrávky Itálie: 10. Trovati (Roncarelli), 19. Luigi Redaelli.

Rozhodčí: Sándor Minder (HUN)
Rakousko: Peregrin Spevak - Jacques Dietrichstein, Josef Mayer - Hans Tatzer, Ulrich Lederer, Konrad Glatz - Ernst Schmucker.
Itálie: Enrico Calcaterra – Francesco Roncarelli, Guido Botturi - Gianni Scotti, Luigi Redaelli, Decio Trovati - Mario Baroni, Giovanni Egidio Apollonio.

## Soupisky
1.  Československo

Brankáři: Jan Peka, Jaroslav Řezáč.

Obránci: Josef Šroubek, Jaroslav Pušbauer, Wolfgang Dorasil.

Útočníci: Bohumil Steigenhöfer, Josef Maleček, Karel Hromádka, Jiří Tožička, Wilhelm Heinz, Erwin Lichnofsky, Hans Mattern.
2.  Polsko

Brankář: Józef Stogowski.

Obránci: Lucjan Kulej, Aleksander Kowalski.

Útočníci: Tadeuz Adamowski, Jan Hemmerling, Włodzimierz Krygier, Wacław Kuchar, Albert Mauer, Roman Sabiński, Alexander Tupalski.
3.  Rakousko

Brankář: Fritz Lichtschein, Peregrin Spevak.

Obránci: Walter Brück, Jacques Dietrichstein.

Útočníci: Hans Ertl, Konrad Glatz, Herbert Klang, Ulrich Lederer, Josef Mayer, Ernst Schmucker, Walter Sell, Hans Tatzer.
4.  Itálie

Brankář: Enrico Calcaterra.

Obránci: Decio Trovati, Mario Baroni.

Útočníci: Francesco Roncarelli, Guido Botturi, Luigi Redaelli, Gianni Scotti, Giovanni Egidio Apollonio, Camillo Brambilla, Roberto Zardini.
5.  Švýcarsko

Brankář: Albert Künzler.

Obránci: Fritz Kraatz, Carletto Mai, Albert Geromini.

Útočníci: Heinrich Meng, Albert Rudolf, Poncet, Alexander Spengler, Robert Fuchs, Louis Dufour, Hartmann.
6.  Maďarsko

Brankáři: Tibor Heinrich, István Benyovits.

Obránci: Frigyes Barna, Béla Weiner.

Útočníci: Géza Lator, Mátyás Farkas, István Krepuska, Péter Krempels, Sándor Minder, József Révay.
7.  Belgie

Brankář: Hector Chotteau.

Obránci: Jacques van Reyschoot, Willy Kreitz.

Útočníci: Albert Collon, David Meyer, Jef Lekens, Jan van den Wouwer, Louis de Ridder, Pierre Van Reysschoot.
7.  Německo

Brankáři: Walter Leinweber, Mathias Leiss.

Obránci: Franz Kreisel, Hans Schmidt, Walter Sachs.

Útočníci: Fritz Rammelmayer, Gustav Jaenecke, Erich Römer, Alfred Steinke, Martin Schröttle, Alex Gruber, Rudolf Ball.

## Konečné pořadí
| 14. | Mistrovství Evropy |
| 1.  | ČSR                |
| 2.  | Polsko             |
| 3.  | Rakousko           |
| 4.  | Itálie             |
| 5.  | Švýcarsko          |
| 6.  | Maďarsko           |
| 7.  | Belgie             |
| 7.  | Německo            |